# زاویه لوزاژ
زاویه لوزاژ (انگلیسی: Xavier Lesage; ۲۵ اکتبر ۱۸۸۵ – ۳ اوت ۱۹۶۸) سوارکار اهل فرانسه بود.
وی همچنین برندهٔ جوایزی همچون لژیون دونور (شوالیه) شده‌است.